# Bains-sur-Oust
Bains-sur-Oust (tiếng Breton: Baen-Ballon, Gallo: Bein) là một xã của tỉnh Ille-et-Vilaine, thuộc vùng Bretagne, miền tây bắc nước Pháp.